# Чемпионат России по биатлону 2006/2007
Чемпионат России по биатлону сезона 2006/2007 прошёл в несколько этапов с декабря 2006 года по март 2007 года. Были разыграны медали в 6-и индивидуальных и 4-х командных дисциплинах[уточнить].
В середине марта в Красноярске проведены командная гонка и смешанная эстафета.
Основная часть чемпионата проведена в марте 2007 года в Новосибирске, где были разыграны медали в четырёх дисциплинах — эстафете, спринте, гонке преследования и масс-старте. Чемпионат имел статус открытого и в нём принимали участие иностранные спортсмены, в том числе норвежцы Уле-Эйнар Бьёрндален, Ларс Бергер, Халвард Ханевольд, немцы Рикко Гросс и Кати Вильхельм. Они считались участвующими вне конкурса и медали чемпионата России им не вручались, стартовали только в спринте, гонке преследования и масс-старте.
30 марта в Увате разыграны медали в суперспринте.
В ходе сезона также проведены индивидуальная гонка, гонка патрулей и суперпасьют[уточнить].

## Результаты
| Гонка                                                                      | Мужчины | Женщины |
| Командная гонка 10 марта 2007 Женщины: 7,5 км 10 марта 2007 Мужчины: 10 км | 1. Красноярский край (Александр Гризман, Кирилл Щербаков, Олег Милованов, Максим Соковнин) 2. Мурманская область (Сергей Карякин, Александр Шрейдер, Анатолий Локтионов, Александр Качановский) 3. ХМАО (Артём Желнов, Алексей Трусов, Анатолий Русских, Александр Клименко) metallurg-krasnoyarsk.ru    | 1. / Красноярский край/Омская область (Светлана Черноусова, Надежда Колесникова, Яна Романова, Елена Мизонова) 2. Свердловская область-1 (Екатерина Крылаткова, Анастасия Грушецкая, Любовь Петрова, Наталья Егошина) 3. Башкортостан (Татьяна Зевахина, Елена Мулюкина, Мария Косинова, Елена Дарьина) metallurg-krasnoyarsk.ru                                             |
| Смешанная эстафета 11 марта 2007 2x6+2x7.5 км                              | 1. Удмуртия (Оксана Неупокоева, Анна Кунаева, Владимир Семаков, Максим Максимов) 2. ХМАО (Ирина Фомина, Ирина Мальгина, Андрей Прокунин, Алексей Соловьёв) 3. Красноярский край (Марина Ярошенко, Светлана Черноусова, Кирилл Щербаков, Олег Милованов) metallurg-krasnoyarsk.ru                         | 1. Удмуртия (Оксана Неупокоева, Анна Кунаева, Владимир Семаков, Максим Максимов) 2. ХМАО (Ирина Фомина, Ирина Мальгина, Андрей Прокунин, Алексей Соловьёв) 3. Красноярский край (Марина Ярошенко, Светлана Черноусова, Кирилл Щербаков, Олег Милованов) metallurg-krasnoyarsk.ru                                                                                             |
| Суперспринт 18 марта 2007 Женщины: 6 км 18 марта 2007 Мужчины: 6 км        | 1. Анатолий Русских 16:43.1 (0) 2. Сергей Садовников +13.0 (2) 3. Максим Ихсанов +21.1 (1) Протоколы | 1. Мария Косинова 19:01.2 (0) 2. Яна Романова +11.5 (0) 3. Светлана Черноусова +19.9 (0) Протоколы |
| Эстафета 22 марта 2007 Женщины: 4 х 6 км 22 марта 2007 Мужчины: 4 х 7,5 км | 1. ХМАО 1:26:33.8 (1) (Филипп Шульман, Алексей Соловьёв, Николай Круглов, Дмитрий Ярошенко) 2. Удмуртия-1 +1:22.5 (1) (Алексей Чурин, Максим Максимов, Вячеслав Алыпов, Иван Черезов) 3. Удмуртия-2 +2:14.1 (0) (Алексей Вольчук, Константин Вежеев, Сергей Даниленко, Владимир Семаков) allsportinfo.ru | 1. Сибирский ФО-1 1:35:13.3 (0) (Татьяна Моисеева, Яна Романова, Надежда Колесникова, Светлана Черноусова) 2. Ханты-Мансийский автономный округ +1:33.3 (1) (Светлана Слепцова, Ирина Фомина, Екатерина Шумилова, Ольга Анисимова) 3. / Санкт-Петербург/Мурманская область +3:27.0 (3) (Екатерина Юрлова, Ирина Арнакова, Надежда Тягунская, Наталья Гусева) allsportinfo.ru |
| Спринт 24 марта 2007 Женщины: 7,5 км 24 марта 2007 Мужчины: 10 км          | 1 (1). Дмитрий Ярошенко 26:24.3 (2) 2 (2). Андрей Маковеев +7.1 (1) 3 (-). Халвард Ханевольд +23.7 (1) 4 (3). Сергей Рожков +28.0 (0) Протоколы Архивная копия от 25 марта 2018 на Wayback Machine | 1 (-). Кати Вильхельм 23:21.7 (0) 2 (1). Анна Булыгина +45.9 (1) 3 (2). Ольга Анисимова +1:04.0 (2) 4 (-). Наталья Соколова +1:22.1 (2) 5 (3). Светлана Слепцова +1:28.2 (3) Протоколы Архивная копия от 25 марта 2018 на Wayback Machine |
| Пасьют 25 марта 2007 Женщины: 10 км 25 марта 2007 Мужчины: 12,5 км         | 1 (1). Дмитрий Ярошенко 35:10.1 (3) 2 (2). Сергей Рожков +0.3 (1) 3 (3). Иван Черезов +41.5 (0) Протоколы | 1 (-). Кати Вильхельм 37:31.8 (2) 2 (1). Анна Булыгина +39.0 (0) 3 (-). Наталья Соколова +1:12.4 (3) 4 (2). Ольга Анисимова +1:33.0 (2) 5 (3). Светлана Слепцова +2:24.0 (4) Протоколы |
| Масс-старт 26 марта 2007 Женщины: 12,5 км 26 марта 2007 Мужчины: 15 км     | 1 (-). Уле-Эйнар Бьёрндален 38:00.5 (1) 2 (1). Сергей Рожков +1:13.4 (2) 3 (2). Максим Максимов +1:50.1 (4) 4 (3). Александр Гризман +2:05.1 (2) Протоколы | 1 (1). Татьяна Моисеева 40:44.5 (2) 2 (2). Екатерина Юрьева +6.6 (2) 3 (3). Светлана Слепцова +46.7 (4) Протоколы |
| Суперспринт 30 марта 2007 Женщины: 6 км 30 марта 2007 Мужчины: 7,5 км      | 1. Алексей Чурин 22:36.8 (2) 2. Михаил Кочкин +11.9 (4) 3. Сергей Баландин +14.7 (3) Протоколы | 1. Татьяна Моисеева 18:47.5 (0) 2. Екатерина Юрьева +13.2 (3) 3. Яна Романова +46.1 (3) Протоколы |
| Спринт 31 марта 2007 Женщины: 7,5 км 31 марта 2007 Мужчины: 10 км          | 1. Максим Максимов 27:54.9 (2) 2. Алексей Соловьёв +24.3 (0) 3. Андрей Прокунин +43.1 (2) Протоколы | 1. Екатерина Юрьева 23:30.1 (0) 2. Анна Булыгина +35.3 (0) 3. Любовь Петрова +38.4 (2) Протоколы |